# Christian Eissele
Christian Eissele (Orlando, Estados Unidos; 23 de junio de 1992) es un futbolista estadounidense. Juega como delantero y actualmente milita en el Oklahoma City Energy de la USL Championship.

## Biografía
Fichado a la edad de 18 años por el Richmond International Academic y la Academia de Fútbol, que está diseñado para dar a los americanos la oportunidad de jugar y estudiar en el extranjero al mismo tiempo. Después de un juicio con Bradford City topó con obstáculos de permiso de trabajo, Eissele miraba hacia afuera. A los 19 años, se trasladó a Kemi, Finlandia, una pequeña ciudad finlandesa a pocas millas al sur del círculo polar ártico.

## Clubes
| Club                   | País           | Año           |
| ---------------------- | -------------- | ------------- |
| Lake Erie Storm        | Estados Unidos | 2009          |
| PS Kemi                | Finlandia      | 2013          |
| RoPS Rovaniemi         | Finlandia      | 2013          |
| KuPS Kuopio            | Finlandia      | 2014          |
| IK Brage               | Suecia         | 2014 - 2015   |
| PS Kemi                | Finlandia      | 2015 - 2017   |
| FF Jaro Pietarsaari    | Finlandia      | 2017          |
| Sacramento Republic FC | Estados Unidos | 2018          |
| Oklahoma City Energy   | Estados Unidos | 2019-presente |